# Netzdiagramm

Netzdiagramm

Das Netzdiagramm oder Spinnennetzdiagramm, auch Sterndiagramm, Kiviat- oder Radardiagramm, ferner Smartspider-Grafik, ist die grafische Darstellung von Werten mehrerer, gleichwertiger Kategorien in einer Spinnennetzform. Besonders gut eignet sich dieses Diagramm zum Visualisieren von Evaluationen für zuvor festgelegte Kriterien zweier (oder mehrerer) Serien.
Für jede Kategorie gibt es eine Achse. Für alle Achsen gilt die gleiche Orientierung; die besseren Werte liegen einheitlich im Zentrum oder außerhalb der Strahlen.
Die Achsen werden kreisförmig in 360 Grad gleichmäßig angeordnet. Die Werte jeder Serie werden mit Linien verbunden. Bei mehreren Serien werden verschiedene Farben verwendet. Die eingeschlossene Fläche wird oft farbig ausgefüllt.
Dabei müssen mindestens 3 Kategorien existieren, da bei zweien alle Linien aufeinander liegen und damit keine Verbindung sichtbar wäre. Bei mehr als 10 Achsen wird das Diagramm unübersichtlich. Aber auch bei weniger als 4 Achsen leidet, wegen des großen Abstands zueinander, die quantitative Wahrnehmung. Daher ist die optimale Anzahl zwischen 5 und 7 Achsen.
Auch wenn für einzelne Kriterien eine vergleichende Aussage möglich ist, lassen sich mehrdimensionale Mengen nicht mehr vergleichen. Eine Ausnahme sind Mengen, die in allen Kriterien besser/schlechter sind als eine Vergleichsmenge. Sie sind dann Pareto-optimal. Im Netzdiagramm umschließt sie die Vergleichsmenge vollständig.
Beispiel: Wenn sich im abgebildeten Diagramm die Werte mit steigenden Zahlen verbessern, ist die blaue Linie Pareto-optimal gegenüber der roten punktierten. Die grüne Kurve ist nicht Pareto-vergleichbar.
Das Sterndiagramm wurde zuerst von Georg von Mayr im Jahr 1877 verwendet.